# Тарасов, Александр Осипович
Алекса́ндр О́сипович Тара́сов (1914—1998) — советский и российский ботаник, доктор наук, профессор.

## Биография
В 1939 году окончил с отличием заочное отделение естественного факультета Ленинградского педагогического института им. М. Н. Покровского. В декабре 1941 года был мобилизован в армию. В действующей армии он находился с февраля 1942 года по декабрь 1945 года.
В 1946 году принят слушателем в годичную ассистентуру при кафедре морфологии и систематики растений биологического факультета Саратовского государственного университета, а затем оставлен на кафедре, где прошел все ступени от ассистента до профессора.
В 1953 году защитил кандидатскую диссертацию на тему «Геоботанические и экологические исследования степных пастбищ Приволжской возвышенности в связи с их улучшением». С 1955 года — доцент кафедры морфологии и систематики растений.
В 1971 году защитил докторскую диссертацию на тему «Генезис флоры и зональной растительности Южного Заволжья». Диссертация А. О. Тарасова значительно расширила представление о степях и полупустынях Саратовского Заволжья.
В 1973 году возглавил кафедру агрономии и почвоведения, которая была реорганизована в кафедру геоботаники и почвоведения, а в 1980 году — в кафедру экологии. В 1988 году произошло слияние этой кафедры с кафедрой морфологии и систематики растений. Объединённой кафедрой Александр Осипович заведовал один год, а затем до конца жизни продолжал работать на ней профессором.
Александр Осипович Тарасов был одним из организаторов Ботанического сада СГУ, в котором он более 20 лет на общественных началах работал и. о. директора, а с 1967 года — научным руководителем отдела флоры и растительности. С 1986 по 1996 год возглавлял Юго-Восточное отделение Всесоюзного ботанического общества. В 1993 году на учредительном съезде Русского ботанического общества он был избран Почётным членом общества.

## Избранные труды
- Тарасов А. О. Введение в изучение систематических высших растений. — Саратов : Изд-во СГУ, 1963. — 164 с.
- Тарасов А. О. К вопросу о генезисе флоры и зональной растительности Южного Заволжья. — Саратов : Изд-во СГУ, 1971. — 67 с.
- Тарасов А. О. Основные географические закономерности растительного покрова Саратовской области. — Саратов : Изд-во СГУ, 1977. — 21 с.
- Тарасов А. О. Руководство к изучению лесов Юго-Востока европейской части СССР. — Саратов : Изд-во СГУ, 1981. — 100 с.
- Тарасов А. О. Экология и охрана природы. — Саратов : Изд-во СГУ, 1990. — 247 с.